# Gare de Dreux
Gare de Dreux vasútállomás Franciaországban, Dreux településen.

## Vasútvonalak
Az állomást az alábbi vasútvonalak érintik:
- Saint-Cyr-Surdon-vasútvonal
- railway line from Chartres to Dreux
- Auneau-Ville - Dreux

## Kapcsolódó állomások
A vasútállomáshoz az alábbi állomások vannak a legközelebb:
- Gare de Marchezais - Broué (Paris Gare Montparnasse, Transilien N)
- Gare de Nonancourt
- Gare de Versailles-Chantiers